# MtPaint
mtPaint — компьютерная программа, растровый графический редактор. Является достаточно функциональным для своего небольшого размера (архив tar.bz2 с исходными кодами занимает объём около 700 Кбайт) и нетребовательным к системным ресурсам компьютера (минимальные: 200 МГц процессор и 16 Мбайт оперативной памяти). Хорошо подходит для работы с пиксельной графикой.

## История
Проект был начат в августе 2004 года. Автором программы и руководителем проекта до версии 3.00 был Марк Тайлер. Первый публичный релиз — версия 0.23
Начиная с версии 2.30 в проекте участвует Дмитрий Грошев, который становится ведущим разработчиком и руководителем проекта с версии 3.00 по настоящее время.

## Описание
- Работа с форматами: BMP, GIF, JPEG, LSS, PNG, TGA, TIFF, XBM, XPM;
- В буфере обмена можно сохранять до 12 изображений;
- Настройка количества использования системной памяти компьютера и шагов отмены (до 1000);
- Создание снимков экрана (скриншотов);
- Работа с графическим планшетом, чувствительным к нажиму пера.

### Интерфейс
- Пиксельная сетка для отображения рисунков с большим увеличением;
- Перемещение курсора с точностью до одного пикселя, используя клавиши со стрелками;
- Окно с миниатюрой рисунка для быстрой навигации при сильном увеличении;
- Масштабируемость — от 10 % до 2000 %.

### Инструменты
- Стандартные инструменты: кисть, карандаш, заливка, геометрические фигуры, лассо, клонирование изображений и другие;
- Регулировка прозрачности;
- Управление цветовой палитрой;
- Преобразование в RGB или индексированный цвет;
- Использование до 100 слоёв;
- Каналы: альфа, выделение, маска. Сохраняются в PNG-файл;
- Создание GIF-анимации;
- Кадрирование, изменение размера холста или изображения;
- Эффекты: негатив, оттенки серого, изометрические преобразования, определение границ, резкость, нерезкая маска, сглаживание, Гауссово размывание, рельефное текстурирование, «эффект размножения бактерий»;
- Преобразования: гамма-коррекция, яркость, контрастность, насыщенность, тон, постеризация. Просмотр изменений в режиме реального времени.